# ハラビロカマキリ
ハラビロカマキリ（腹広蟷螂、腹広鎌切、Hierodula patellifera）は、カマキリ目カマキリ科の昆虫。

## 形態
体長はオス45 - 65mm、メス52 - 71mm。他のカマキリに比べ相対的に前胸が短く、腹部は幅広い。成虫の前翅に白色の紋があるのが特徴。前脚には白黄色のイボがある。
前脚基節前縁に3から5ぐらいの突起がある。体色は緑色の個体が多いが、紫色がかった褐色の個体も見られる。

## 生態
春から晩秋にかけて活動。他の節足動物、小動物を捕食する。
樹上性の傾向が強く、林縁や草原の樹木の梢上、葉上に生息する。丈の高い草の花の傍で、餌となる訪花性昆虫を待ち伏せている姿が見られることもある。幼虫は腹部を背面に強く反り返らせた姿勢をとっている。雌は木の枝やブロック塀等に楕円形の卵鞘を産みつける。
本種は他のカマキリ、肉食直翅目にもましてハリガネムシによる寄生がひときわ多くみられることで知られる。

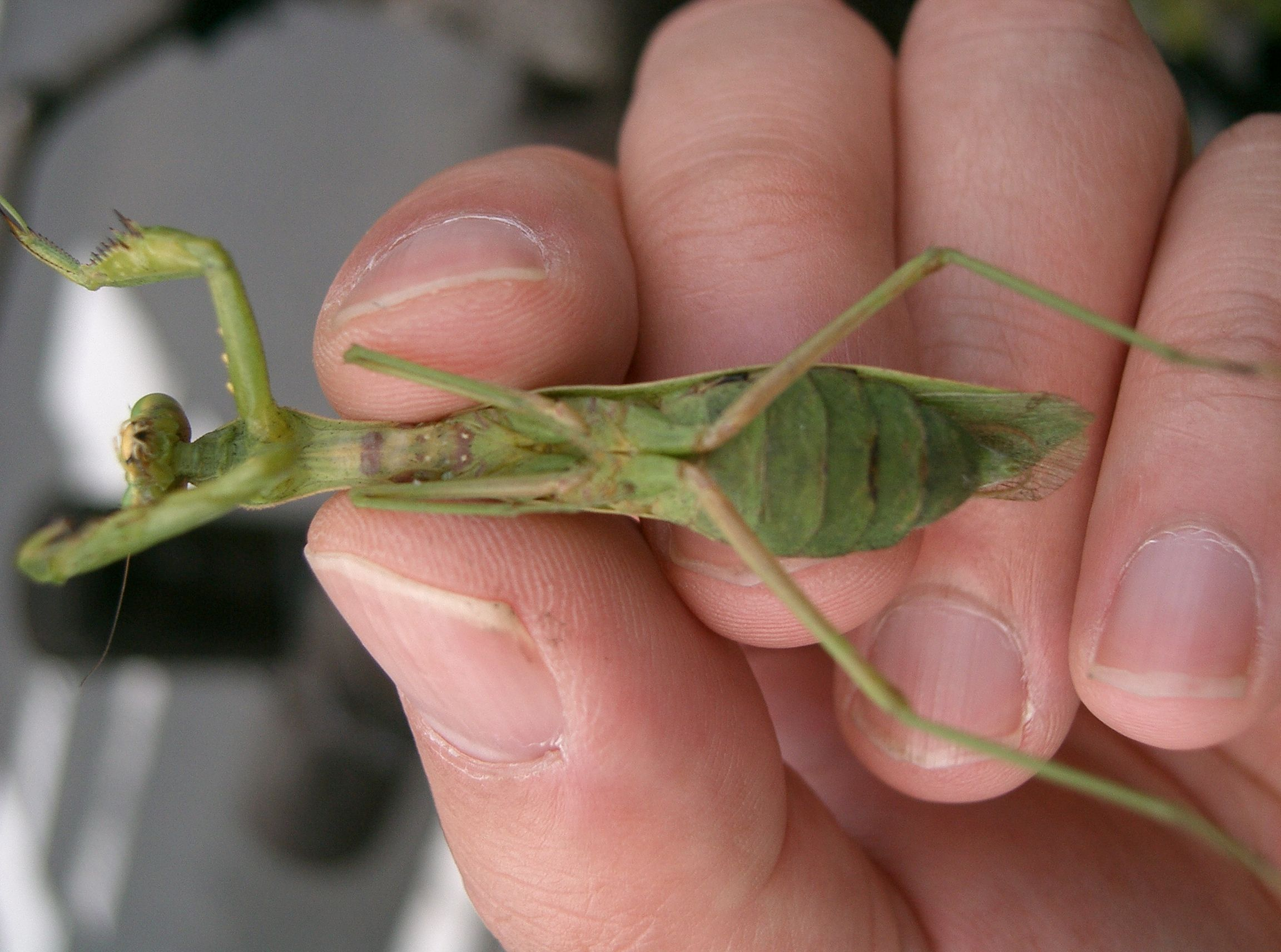
成虫(雌)の腹面
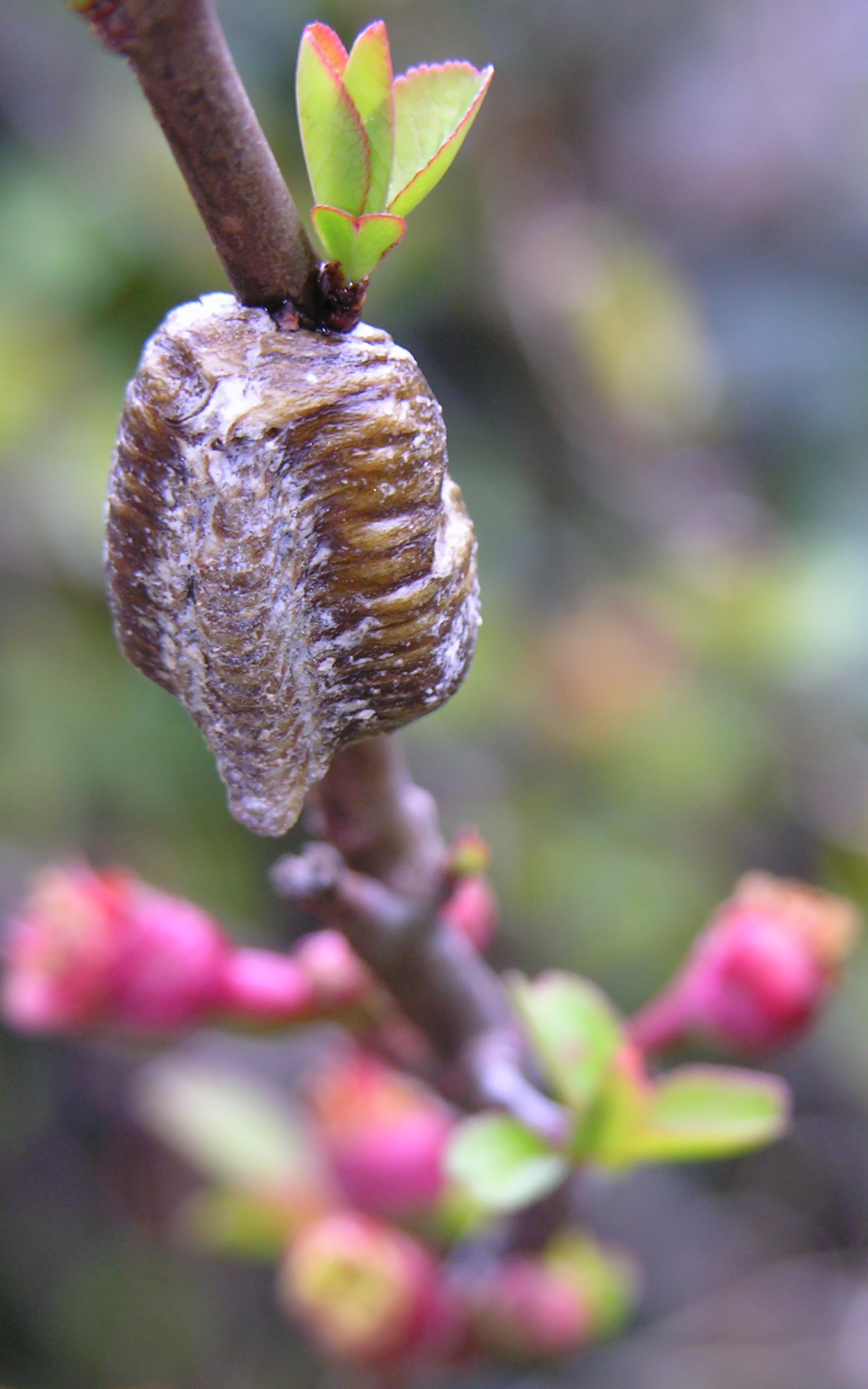
卵鞘

## 分布
国内では主に関東以南に分布。東南アジアによく似た同属のカマキリは広く分布するが、日本の個体群と同種、同亜種であるかは未確認。

### 保全状況
中国を原産とする外来種ムネアカハラビロカマキリの分布拡大による影響が指摘されている。同じフィールドで両種が競合した場合、1年で在来のハラビロカマキリの生息密度が希薄となり、みられる大半がムネアカハラビロカマキリになった例が報告されている。